# 村瀬敏郎
村瀬 敏郎（むらせ としお、1921年7月1日 - 1997年12月14日）は日本の医師。日本医師会会長を務めた。

## 経歴
旧制横須賀中学校（現・神奈川県立横須賀高等学校）を経て、1946年に慶應義塾大学医学部を卒業。翌年より国立三島病院で勤務し、この頃から小児科を専門とした。1950年に静岡県由比町（現・静岡市清水区）に村瀬医院を開業し、1964年に東京都渋谷区に医院を移している。
1972年からは厚生省予防接種禁忌小委員会の委員なども務め、予防接種行政に関する提言を行なって1976年の予防接種法改正に貢献した。1984年に日本医師会の常任理事となり、公衆衛生への功労で厚生大臣賞を受賞した。翌年には厚生省のAIDS調査検討委員会の委員としてアメリカの状況を調査している。1988年には日本学校保健会の会長も務めた。
1992年から4年間に渡って日本医師会の会長を務め、JICAとの共同事業ではネパールに小児のためのヘルスケアセンターを設立し、医師や看護婦を派遣した。1995年の阪神・淡路大震災では震災翌日に災害対策本部を設置して医療チームの派遣を要請し、1週間後に自らも現地を視察している。また、早くからかかりつけ医制度の導入を呼びかけた。
これらの功績から1996年に勲一等瑞宝章を受章し、1997年に肺癌のため逝去した。従三位が追贈されている。

## 人柄など
大学時代は医学部アイスホッケー部を創設し、卒業後も支援を行なった。趣味は映画鑑賞で、映画関連の著書もある。